# 사뭇송크람주
사뭇송크람주(태국어: สมุทรสงคราม, Samut Songkhram Province)는 태국 중부의 주 (창왓)이다.
이웃하는 주로는 펫차부리 주, 랏차부리 주, 그리고 사뭇사콘 주가 있다. 이곳 사람들은 사뭇 송크람을 “매끌롱”이라고 부른다. 이 지방은 태국 전체 주 중에서 가장 크기가 작다. 가장 유명한 샴 쌍둥이 창과 엥 분꺼가 이곳에서 태어났다.

## 어원
‘사뭇’이라는 말은 산스크리트어의 "바다"를 뜻하는 "스무드라"(smudra)에서 왔고, ‘송크람’이라는 말은 "전쟁"을 뜻하는 산스크리트어의 "상라마"에서 왔다. 글자 그대로 하면, 전쟁의 바다(war Ocean)라는 말이다.

## 지리
사뭇 송크람 주는 타이만으로 흐르는 매끌롱강의 어귀에 위치한다. 강으로 향하는 여러 운하가 이 주 전체에 관계 수로로 뻗어있다. 해안에는 염전이 많아서 소금을 생산한다.

## 역사
아유타야 왕조 때에 이 지역은 ‘수안녹’(태국어: สวนนอก, 바깥 정원)으로 알려져 있었으며, 랏차부리의 통치를 받았다. 딱신 대왕의 통치기에 지방으로 승격되었다. 이곳은 라마 1세의 왕비 아마린드라의 출생지이며, 그녀는 수안녹이라는 이름을 처음 불렀다. 그리하여 암파와 지역에서 라마 2세가 태어났으며, 현재는 기념 공원으로 조성되어 있다.

## 행정
이 지방에는 3개의 암프와 38개의 무반이 있다. 그리고 1개의 테사반 므앙(읍)이 있고, 3개의 테사반 땀본이 존재한다.
| 1. 므앙사뭇송크람군 2. 방콘티군 3. 암파와군 | 암프 지도 |